# Mārtiņš Ķigurs
Mārtiņš Ķigurs (31 de marzo de 1997) es un futbolista letón que juega en la demarcación de centrocampista para el FK RFS de la Virslīga.

## Selección nacional
Tras jugar con la selección de fútbol sub-18 de Letonia y la sub-21, finalmente debutó con la selección absoluta el 9 de septiembre de 2019. Lo hizo en un partido de clasificación para la Eurocopa 2020 contra Macedonia del Norte que finalizó con un resultado de 0-2 a favor del combinado macedonio tras los goles de Goran Pandev y Enis Bardi.

## Clubes
| Club       | País    | Año       | Partidos | Goles |
| ---------- | ------- | --------- | -------- | ----- |
| FK Liepāja | Letonia | 2016-2023 | 107      | 12    |
| FK RFS     | Letonia | 2024-     | 12       | 2     |

## Palmarés

### Campeonatos nacionales
| Título          | Club       | País    | Año  |
| --------------- | ---------- | ------- | ---- |
| Copa de Letonia | FK Liepāja | Letonia | 2017 |
| Copa de Letonia | FK Liepāja | Letonia | 2020 |
| Copa de Letonia | F. K. RFS  | Letonia | 2024 |
| Virslīga        | F. K. RFS  | Letonia | 2024 |